# Папужець-ваза
Папужець-ваза (Coracopsis) — рід папугоподібних птахів родини Psittaculidae. Включає чотири види. Поширені на Мадагаскарі та деяких островах Індійського океану.

## Види
Виділяють 4 види:
- Папужець-ваза великий (Coracopsis vasa)
- Папужець-ваза малий (Coracopsis nigra)
- Папужець-ваза коморський (Coracopsis sibilans)
- Папужець-ваза сейшельський (Coracopsis barklyi)